# Conocybe mairei
Conocybe mairei är en svampart som beskrevs av Kühner ex Watling 1977. Conocybe mairei ingår i släktet Conocybe och familjen Bolbitiaceae.   Inga underarter finns listade i Catalogue of Life.
I den svenska databasen Dyntaxa används istället namnet Pholiotina mairei för samma taxon.  Arten är reproducerande i Sverige.